# Кишковопорожнинні
Кишковопорожни́нні,  або радіа́льно-симетри́чні (Coelenterata, Radiata), — група тварин невизначеного таксономічного рангу, до якої належать типи кнідарії та реброплави, які мають найпростішу тканинну організацію тіла.

## Будова та функціонування кишковопорожнинних
Кишковопорожнинні — група двошарових багатоклітинних організмів, що мають радіальну (променеву) симетрію. Кишковопорожнинні живуть у морях та океанах, рідше в прісних водоймах; є як прикріплені та малорухомі форми, так і ті, що активно плавають (в багатьох відбувається чергування прикріпленої та рухомої стадій життєвого циклу). Розміри тіла від 1 мм (деякі поліпи) до 30 м (ціанея арктична). Всього нараховують приблизно 9 тисяч видів кишковопорожнинних.
Стінка тіла обмежує внутрішню гастральну (кишкову) порожнину і складається з ектодерми (зовнішній покрив, що виконує в основному функцію захисту) і ентодерми (внутрішній шар, що виконує травну функцію), між якими розташований драглистий шар — мезоглея (секретується клітинами екто- і ентодерми).

### Двошаровість
Традиційно групу характеризують наявністю радіальної симетрії і двох зародкових листків (ентодерми та ектодерми). При цьому зазвичай вважається, що тіло кишковопорожнинних складається з двох епітеліальних шарів: епідермісу (зовнішніх покривів) та гастродермісу (вистилки кишкової порожнини). Між двома шарами клітин знаходиться желеподібна сполучнотканинна прошарка — мезоглея — до складу якої входять волокна колагену і відносно невелика кількість амебоїдних та ентодермальних клітин.
Ступінь розвитку мезоглеї серед представників групи варіюється. Особливо добре вона розвинена у планктонних форм — медуз і гребневиків, у яких виконує опорну функцію. У цих форм відзначена тенденція до міграції м'язових, нервових і статевих клітин з епітеліальних пластів у товщу сполучної тканини. Розвинена мезогліальна мускулатура викликає у деяких дослідників сумніви щодо правильності уявлень про кишковопорожнинних як про первинно двошарових організмів.

### Системи органів
Представники групи позбавлені спеціалізованих органів дихання і виділення, що зазвичай трактують як наслідок двошарового плану будови, при якому більшість клітин входять до складу епітеліїв і контактують із зовнішнім середовищем.

#### Нервова система
Кишковопорожнинних характеризує своєрідна нервова система, в основі якої лежить нервове сплетіння (нервовий плексус). Однак планктонні форми наділені досить різноманітними органами чуття, навколо яких формуються скупчення нервових клітин. Інший приклад централізації нервової системи — концентрація нейронів вздовж гребних пластин гребневиків. Мають дифузну нервову систему.

#### Травна система
У травній системі є рот і кишкова порожнина. Внутрішньопорожнинне перетравлення здійснюють залозисті клітини, внутрішньоклітинне перетравлення — епітеліально-м'язові. Неперетравлені залишки їжі видаляються через рот, тобто вони мають замкнуту травну систему.

### Розмноження і розвиток
Більшість представників розмножуються статевим способом і мають планктонні або повзаючі личинки. Життєвий цикл значної частини жалких являє собою метагенез: закономірне чергування статевого і безстатевого розмноження.

## Травлення
Частково порожнинне. Остаточно їжа перетравлюєтся в епітеліальних і епітеліально-м'язових клітинах (внутрішньоклітинне травлення).

## Історія класифікації
Раніше вчені виділяли тип Кишковопорожнинні, після розформування якого кнідарії та реброплави отримали ранг окремих типів. Термін «кишковопорожнинні» залишився для позначення одного з розділів підцарства Справжні багатоклітинні.
Розмножуються кишковопорожнинні як статево, так і вегетативно, здатні до регенерації.
Класифікація кишковопорожнинних:
1. Гідроїдні (гідра прісноводна)
2. Сцифоїдні (аурелія, коренерот)
3. Поліпи (коралові поліпи, колоніальні організми), актинії, або морські квіти (поодинокі поліпи, що не мають скелета).

Згідно з класифікацією, яку ввела в 1997 році Лінн Марґуліс, що є переробленою моделлю Томаса Кавальє-Сміта, кнідарії та реброплави після розформування типу Кишковопорожнинні були вміщені в групу радіально-симетричних (Radiata) підцарства Справжні багатоклітинні (Eumetazoa). Дана класифікація наразі не є офіційно затвердженою, але, тим не менше, широко використовується в науковій літературі. 
Класична систематика:
| Кишковопорожнинні (Coelenterata) | \| \| Жалкі (Cnidaria) \| \| \| \| \| \| Гребневики (Ctenophora) \| \| \| \| |
|                                  | \| \| Жалкі (Cnidaria) \| \| \| \| \| \| Гребневики (Ctenophora) \| \| \| \| |
|                                  | Двобічно-симетричні (Bilateria)                                              |
|                                  |                                                                              |
|                                  | Жалкі (Cnidaria)                                                             |
|                                  |                                                                              |
|                                  | Гребневики (Ctenophora)                                                      |
|                                  |                                                                              |

|  | Жалкі (Cnidaria)        |
|  |                         |
|  | Гребневики (Ctenophora) |
|  |                         |

## Значення
Людина використовує деяких кишковопорожнинних. Із мертвих вапнякових частин коралів добувають будівельний матеріал, при випалюванні отримують вапно. Чорні та червоні корали використовують для виготовлення ювелірних прикрас.
Стрекальними клітинами деякі кишковопорожнинні можуть спричинити опіки у дайверів, плавців і рибалок. В деяких місцях коралові рифи перешкоджають проходу суден, водночас служачи притулком і джерелом їжі для риб.
Оскільки кишковопорожнинні — хижаки, вони впливають на морські спільноти тварин, поїдають планктон, а великі актинії та медузи, окрім того, ще й поїдають дрібних риб. У свою чергу, медузами харчуються морські черепахи та деякі риби. Деякі види медуз є їстівними (Rhopilema esculenta, Rhopilema verrucosa).